# Острів Матвеєва
О́стрів Матве́єва (рос. Остров Матвеева) — невеликий острів у затоці Петра Великого Японського моря. Знаходиться за 11,7 км на південний схід від мису Клерка, що на материку, та за 1,4 км на захід від острова Великий Пеліс. Адміністративно належить до Хасанського району Приморського краю Росії. Входить до складу Далекосхідного морського заповідника.

## Географія
Протяжність острова з південного сходу на північний захід приблизно 1,45 км, максимальна ширина — 670 м. Острів складається з двох високих частин, з'єднаних між собою перешийком з гальки та валунів. Південна височина (128,3 м) вища за північну (57,9 м). Береги скелясті та стрімкі, біля них розкидані надводні та підводні камені. Поверхня заросла широколистим лісом та чагарниками. Від південно-східного краю від острова тягнеться галькова коса.
На північний захід від острова лежать 2 скелястих дрібних острівця загальною площею 0,058 км² та висотою відповідно 47,4 м та 51,2 м. Між острівцями та островом тягнеться риф, на якому на рівних відстанях один від одного знаходяться 3 надводних каменя. На північний захід від острівців знаходяться 2 великих та декілька дрібних гостроконечних кекурів. Вони з'єднані з острівцями низькою кам'янистою грядою.

## Історія
Острів вперше був відкритий в 1851 році французькими китобоями, а в 1852 році описаний моряками французького бригу «Каприз». Росіяни вперше дослідили та описали острів в 1854 році. Це здійснив екіпаж фрегата «Паллада» та шхуни «Восток». Ретельно дослідив та наніс на морську карту в 1863 році керівник експедиції підполковник корпусу флотських штурманів Василь Бабкін з борту корвета «Калевала». Названий на честь капітана-лейтенанта П. К. Матвеєва, командира корвета «Воєвода». В 1930-их роках деякий час називався островом Матвея.